# Olga Kullgren
Olga Maria Virginia Kullgren, tidigare Holmén, född 12 februari 1849 i Skarstads församling, Skaraborgs län, död 11 februari 1909 i Jönköping, Göteborgs och Bohus län, var en svensk författare.

## Psalmer
- Vi tacka dig, o Fader kär.[6]
- Mina dagar Herren Gud
- Jag är ej för liten
- Herre, gör vår ande stilla